# Rácz Félix
Rácz Felix (Szatmárnémeti, 1973. május 23. –) sportmenedzser.

## Életpálya
1973-ban született Erdélyben, Szatmárnémetiben. 1991 óta él Magyarországon. A magyar nyelv mellett románul, franciául és angolul beszél. 2002-ben megalapította a Felix Promotiont. Eddigi működése alatt 148 profiboksz-eseményt szervezett, ezen belül 78 címmérkőzést, 10 magyar-, 32 kisvilágbajnoki, 9 Európa-, 27 világbajnoki címet magyar és külföldi ökölvívók számára.
2004 és 2006 között a Magyar Ökölvívó Szövetség profi tagozat szakmai bizottságának elnöke volt.
A Felix Promotion mai napig tartja Magyarországon minden idők legnézettebb magyar érdekeltségű sporteseményének a rekordját, a 2003-as „Csonttörő”–Chacon összecsapással, amit 3,2 millió tévénéző követte figyelemmel (TV2) és ezzel beírta magát a televíziós sporttörténelembe. Ugyancsak az iroda nevéhez fűződik az első, Egyesült Arab Emirátusokban (Dubaj, Aviator Center) megrendezett profi bokszgála 2002. május 7-én. Az istálló sportolói gárdájának legismertebb tagjai: Dr. Csábi Bettina, Miló Viktória, Kovács Attila, Nagy „Csonttörő” János, Nagy „Hóhér” József.
A Felix Promotion 2010 óta több sportoló, Bedák Zsolt (ökölvívás) Berki Krisztián (tornász), Erdei Zsolt (ökölvívás), Érdi Mária (vitorlázás), Farkas Norbert (alpesi sí), Kelemen Balázs (ökölvívás), Kovács Attila (ökölvívás), Kovács Sarolta (öttusa) Nagy Sándor (ökölvívás), Nguyen Anasztázia (atlétika), Rapport Richárd (sakk) képviseletével foglalkozik, és több szakágban szervez eseményeket.
A Felix Promotion szervezte meg 2014 márciusában Erdei Zsolt búcsú mérkőzését amit az M1 csatorna élőben közvetített és 2006 óta a legnézettebb magyar profi ökölvívó esemény volt.
A Felix Promotion 2014-ben megvásárolta a Fighters’ Run brandet és azóta végzik a futóverseny szervezési feladatait.

## Díjak, elismerések
- 2001-től 2006-os visszavonulásáig öt alkalommal választották meg Magyarországon az Év Bokszmenedzserének
- 2003-ban a Bahamákon az Év Felfedezettje díjjal jutalmazták
- 2004-ben Svájcban az Év Titánja díjat vehette át
- 2011-ben ő lett Magyarország Év Sportmenedzsere
- 2014-ben megkapta a Magyar Ökölvívásért Érdemrendet